# Asclepigenia
Asclepigenia (Grieks: Ἀσκληπιγένεια) (Floruit, 430) was een Atheens filosoof en mysticus. Ze was de leermeester van Proclus.
Haar vader, Plutarchus van Athene was het hoofd van de neoplatonische school in Athene en leerde Asclepigenia en haar broer Hierius over de filosofieën van Plato en Aristoteles. Plutarchus leerde Asclepigenia echter alleen over de Chaldeeuwse mystiek en theürgie (Hierius kreeg deze informatie niet doorgespeeld), dat Plutarchus weer had geleerd van zijn vader Nestorius.
Na de dood van haar vader bleef Asclepigenia werken; haar beroemdste leerling was Proclus.